# Ахмед, Ана Молька
Ана Молькаевна Ахмедова (урду اینا مولکا احمد‎; 1917, Лондон, Великобритания — 1994, Лахор, Пакистан) — пакистанская художница, профессор искусств Университета Пенджаба, лауреат Президентской премии 1979 года, кавалер гражданской степени ордена Тамга-и-Имтиаз.

## Биография
Родилась как Молли Бридгер в 1917 году в Лондоне, в еврейской семье. Её мать происходила из Польши, отец — из России. Изучала живопись, скульптуру и дизайн в колледже Св. Мартина. Получала стипендию для обучения от Королевской академии художеств.
В 1935 года, в возрасте 18 лет, вышла замуж за пакистанского студента Шейха Ахмеда и приняла ислам. После окончания учёбы, в октябре 1939 года переехала в Пакистан. С 1940 года жила в Лахоре. Несмотря на то, что брак распался в 1951 году, осталась в Пакистане.
В 1940 году, усилиями Аны Мольки, был основан департамент изящных искусств Университета Пенджаба (сейчас колледж изящных искусств и дизайна) — первое в Пакистане подобное заведение, принимавшее женщин. Эта школа быстро стала центром обучения изящным искусствам всего Пакистана. Учениками профессора Ахмед были, среди прочих, Колин Давид, Шаукат Махмуд, Абрар Термизи, Гулям Расул, Шахнав аз-Зайди, Джавед Игбал и другие известные художники. Добилась для колледжа лицензии на присвоение степеней бакалавра и магистра.
Писала также стихи. Скончалась 21 апреля 1994 года в Лахоре.

## Награды
- Орден Тамга-и-Имтиаз (1963 год)
- Президентская премия 1979 года
- Премия Куад-э-Азам 1982 года
- Премия Худея-туль-Кубра 1983 года

## Семья
- Муж, художник Шейх Ахмед (брак распался в 1951 году)
- Две дочери — Тахира Аяз и Зара Давид.

## Память
- 14 августа 2006 года Пакистанское почтовое управление выпустило марку, посвящённую Ане Мольке Ахмед. Марка номиналом в 4 рупии, вышла в серии из 10 марок, посвящённых пакистанским художникам.